# Kanton Capestang
Der Kanton Capestang war bis 2015 ein französischer Wahlkreis im Arrondissement Béziers und im Département Hérault. Er hatte 45.397 Einwohner (Stand: 1. Januar 2022). Vertreter im Generalrat des Départements war zuletzt von 2004 bis 2015 Jean-Noël Badénas (PS).

## Gemeinden

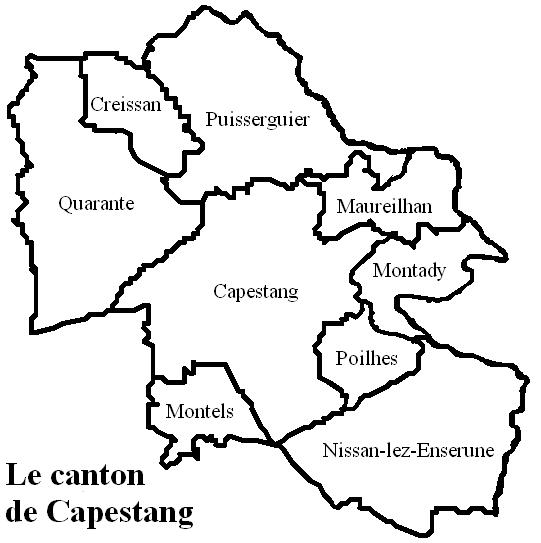
Gemeinden des ehemaligen Kantons

Der Kanton umfasste Wahlberechtigte aus neun Gemeinden:
| Gemeinde            | Einwohner Jahr | Fläche km² | Bevölkerungsdichte | Code INSEE | Postleitzahl |
| ------------------- | -------------- | ---------- | ------------------ | ---------- | ------------ |
| Capestang           | 3147 (2013)    | 39,56      | 80 Einw./km²       | 34052      | 34310        |
| Creissan            | 1346 (2013)    | 8,89       | 151 Einw./km²      | 34089      | 34370        |
| Maureilhan          | 1991 (2013)    | 10,55      | 189 Einw./km²      | 34155      | 34370        |
| Montady             | 4034 (2013)    | 9,95       | 405 Einw./km²      | 34161      | 34310        |
| Montels             | 246 (2013)     | 7,3        | 34 Einw./km²       | 34167      | 34310        |
| Nissan-lez-Enserune | 3907 (2013)    | 29,74      | 131 Einw./km²      | 34183      | 34440        |
| Poilhes             | 564 (2013)     | 5,95       | 95 Einw./km²       | 34206      | 34310        |
| Puisserguier        | 2843 (2013)    | 28,27      | 101 Einw./km²      | 34225      | 34620        |
| Quarante            | 1679 (2013)    | 30,05      | 56 Einw./km²       | 34226      | 34310        |